# 郑村忠烈坊
郑村忠烈坊，位于中国安徽省黄山市歙县郑村镇西溪忠烈祠前，忠烈祠坊、司农卿坊、直秘阁坊三座牌坊比肩横列矗立，分别纪念唐初歙州刺史、越国公汪华（587－649年）、宋代汪叔詹（1080-1160）和汪若海（1101-1161）父子。三座牌坊均建于明正德五年（1510）。中间的忠烈祠坊高10米，阔8.45米，为四柱三间五楼式；左右两侧的司农卿坊和直秘阁坊高8.5米，阔4.15米，为二柱一间五楼式。
1986年7月3日公布，郑村忠烈坊公布为第二批安徽省文物保护单位。